# Hieracium marshallii
Hieracium marshallii es una especie de planta con flor del género Hieracium, de la familia Asteraceae, orden Asterales.

## Distribución
Hieracium marshallii se distribuye por Escocia.

## Taxonomía
Fue descrita científicamente por Linton.